# John Denver
John Denver (născut Henry John Deutschendorf Jr.; n. 31 decembrie 1943, Roswell, New Mexico, SUA – d. 12 octombrie 1997, Monterey, California, SUA) a fost un cântăreț și compozitor american de muzică country și folk.  Denver este cunoscut publicului din România indirect prin faimoasa interpretare a melodiei "Country roads" ("Drumuri de țară") de către Gil Dobrică în varianta intitulată "Hai acasă".

## Discografie
- 1969 - Rhymes And Reasons
- 1970 - Take Me To Tomorrow
- 1970 - Whose Garden Was This?

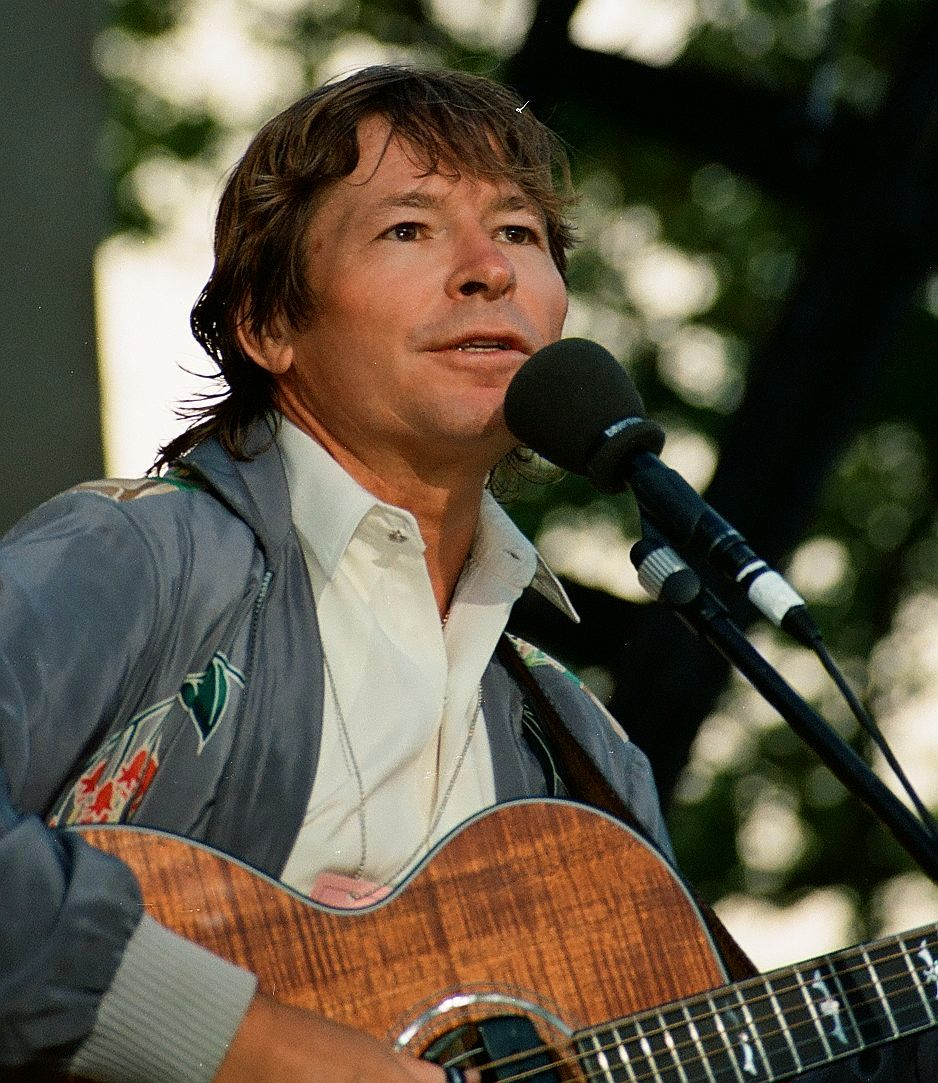
John Denver cântând la Monumentul lui Lincoln, Washington D.C. în 1995

- 1971 - Poems, Prayers and Promises
- 1972 - Aerie
- 1972 - Rocky Mountain High
- 1973 - Farewell Andromeda
- 1974 - John Denver’s Greatest Hits
- 1974 - Back Home Again
- 1975 - An Evening With John Denver
- 1975 - Windsong
- 1975 - Rocky Mountain Christmas
- 1976 - Spirit
- 1977 - John Denver’s Greatest Hits, Volum 2
- 1977 - I Want To Live
- 1979 - John Denver
- 1979 - A Christmas Together
- 1980 - Autograph
- 1981 - Some Days Are Diamonds
- 1981 - Perhaps Love (Placido Domingo with John Denver)
- 1982 - Seasons Of The Heart
- 1982 - Rocky Mountain Holiday
- 1983 - It’s About Time
- 1984 - John Denver’s Greatest Hits, Volum 3
- 1985 - Dreamland Express
- 1986 - One World
- 1989 - Higher Ground
- 1990 - Earth Songs
- 1990 - The Flower That Shattered The Stone
- 1990 - A Christmas Together
- 1990 - Christmas, Like A Lullaby
- 1991 - Different Directions
- 1994 - John Denver – Country Roads
- 1995 - The Wildlife Concert
- 1996 - John Denver – Love Again
- 1997 - All Aboard
- 1997 - Perhaps Love
- 1998 - Forever John
- 1999 - Live At The Sydney Opera House (concert din 1977)
- 2007 - Live In The USSR (concert din 1985)

## Filmografie
1. John Denver: A Song's Best Friend (2004) (songs) … Himself, Starring
2. Catch Me If You Can (2002) (from "Leaving on a Jet Plane")
3. The Wedding Planner (2001) (song "Annie's Song") 
… aka Wedding Planner – verliebt, verlobt, verplant (Germania)
4. Take Me Home: The John Denver Story (2000) (TV) (songs)
5. Final Destination (2000) (song "Rocky Mountain High")
6. Armageddon (1998) (song "Leaving on a Jet Plane")
7. My Best Friend's Wedding (1997) (song "Annie's Song")
8. The Rock (1996) (song "Leaving on a Jet Plane")
9. Mimi wo sumaseba (1995) (song "Take Me Home, Country Roads") 
… aka If You Listen Closely (informal literal English title)
… aka Whisper of the Heart (International: English title)
10. Son-In-Law (1993) (song "Thank God I'm a Country Boy")
11. Higher Ground (1988) …Starring (TV)
12. Foxfire (1987) (TV) … Starring with Jessica Tandy and Hume Cronyn
13. The Christmas Gift (1986) …Starring (song "Love Again")
14. John Denver & the Muppets: Rocky Mountain Holiday (1982) …Starring (TV)
15. John Denver & the Muppets: A Christmas Together (1979) …Starring (TV)
16. The Music for UNICEF Concert: A Gift of Song (1979) …Starring (TV) (song "Rhymes and Reasons") 
… aka A Gift of Song: The Music for UNICEF Concert (USA)
17. Centennial (1978) ( song "I guess he'd rather be in Colorado"" performed by Merle Haggard
18. Oh, God! (1977) …Starring
19. "Sunshine" (1975) serial TV (theme)
20. The Bears and I (1974)
21. The New Land (1974) serial TV
22. "Sierra" (1974) serial TV
23. Sunshine (1973) (TV)
24. Gospel Road: A Story of Jesus (1973) 
… aka Gospel Road (USA: short title)